# ГДР (сериал)
«ГДР» — российский сериал в жанре шпионской драмы из линейки Wink Originals. Главную роль в сериале сыграл Александр Горбатов. Премьерный показ состоялся 16 февраля 2024 года в онлайн-сервисе Wink. Телевизионная премьера состоялась 26 февраля 2024 года на телеканале «НТВ». 7 мая 2024 года состоялась премьера в онлайн-кинотеатре Кинопоиск.

## Сюжет
Действие сериала происходит осенью 1989 года в ГДР. В условиях крушения коммунистической системы в этой стране разворачивается борьба двух разведок из-за секретных архивов. В центре сюжета — майор Первого главного управления КГБ СССР Александр Нечаев, первоначально командированный в ГДР с целью проследить за артистами берлинского мюзик-холла, способными передать зашифрованную информацию американскому журналисту.
Параллельно с событиями, связанными с Нечаевым и его товарищами, показывают ситуацию в СССР и странах капиталистического блока через диалоги Михаила Горбачева с Эдуардом Шеварнадзе, Борисом Ельциным, немецкими и советскими политиками, папой римским Иоанном Павлом II и другими историческими личностями. В фильме демонстрируется множество реальных исторических событий и диалогов — в том числе встреча Горбачёва с Иоанном Павлом II в Ватикане.

## В ролях

### Главные роли
- Александр Горбатов — Александр Нечаев, майор КГБ
- Дарья Урсуляк — Светлана Нечаева, жена Александра, аналитик КГБ
- Линда Лапиньш — Ингрид
- Александр Голубев — Юрий Жданов, полковник КГБ
- Сергей Жарков — Михаил Константинов, капитан КГБ
- Александр Обласов — Василий Чигирь, капитан КГБ
- Геннадий Блинов — Виктор Лукьянов, лейтенант КГБ
- Евгений Харитонов — Михаэль Фосс, подполковник Штази
- Виталий Коваленко — Михаил Сергеевич Горбачёв, генеральный секретарь ЦК КПСС
- Мадлен Джабраилова — Раиса Максимовна Горбачёва, супруга М. С. Горбачёва

### Роли второго плана
- Татьяна Лютаева — мама Нечаева
- Кирилл Зайцев — Джек Эванс, музыкант, актёр (прототип — Дин Рид)
- Юлия Марченко — Хельга Шульц, капитан Штази
- Елизавета Базыкина — Лиза Покровская
- Олег Фомин — Виктор Иванович Черных, генерал-майор КГБ СССР
- Вячеслав Чепурченко — Кирилл Аликин, журналист, спецкор «Маяка»
- Вадим Андреев — Анатолий Эдуардович Покровский, дипломат
- Евгений Коряковский — Эд Печиус, сотрудник ЦРУ
- Владислав Ветров — Карл Майерс, заместитель министра иностранных дел ГДР
- Александр Пацевич — Клаус, брат Ингрид
- Анатолий Петров — Хэд, агент КГБ, отец Светланы Нечаевой
- Евгений Санников — Руди, член РАФ
- Арсений Кудряшов — Отто, член РАФ
- Евгений Кутянин — Ульрих Майерс
- Сергей Барковский — Эдуард Амвросиевич Шеварднадзе, министр иностранных дел СССР
- Владимир Стержаков — Александр Николаевич Яковлев, секретарь ЦК КПСС
- Николай Денисов — Владимир Александрович Крючков, председатель КГБ СССР
- Владимир Юматов — Дмитрий Тимофеевич Язов, маршал Советского Союза, министр обороны СССР
- Анатолий Котенёв — Борис Николаевич Ельцин, председатель Верховного Совета РСФСР
- Владимир Литвинов — Николай Иванович Рыжков, председатель Совета министров СССР
- Борис Шувалов — Анатолий Иванович Лукьянов, председатель Верховного Совета СССР
- Сергей Петров — Иоанн Павел II, папа римский
- Игорь Головин — Маркус Вольф, бывший начальник Главного управления разведки Штази
- Анатолий Батаев — Эрих Хонеккер, генеральный секретарь ЦК СЕПГ

## Релиз и восприятие
Премьерный показ сериала состоялся на видеосервисе Wink 16 февраля 2024 года (там появились все серии сразу).

## Список эпизодов
| № серии | Премьера        | Описание серии |
| ------- | --------------- | --- |
| 1       | 16 февраля 2024 | 1987 год. После провала спецоперации в Берлине советский разведчик Александр Нечаев теряет не только товарища, но и собственную репутацию, и его отстраняют от службы. Спустя два года коллега неформально привлекает Нечаева к новому делу: проследить за танцевальной труппой берлинского мюзик-холла и американским журналистом. В баре Александр знакомится с Ингрид, звездной солисткой, и, кажется, уже совсем близко подбирается к цели… Но внезапная трагедия ставит под сомнение успех операции. Успеет ли Нечаев среагировать в новых обстоятельствах?   |
| 2       | 16 февраля 2024 | Несчастный случай с иллюзионистом едва не свел усилия разведки на нет, однако Нечаев придумывает новый план: отправить на родину вместо Майерса двойника, который передаст посылку. Нечаев, в свою очередь, тоже должен полететь в Берлин, чтобы выяснить, кто заказчик. Между тем Хельгу подозревают в шпионаже и пытаются задержать до окончания операции. Сможет ли двойник добраться до цели и не вызвать подозрений у танцевальной труппы? |
| 3       | 16 февраля 2024 | Знакомый Нечаева, которому тот обязан за услугу в прошлом, просит вернуть долг: убедить влюбленную дочь Лизу не уезжать в Америку с известным музыкантом Джеком Эвансом. Однако встретившись с Лизой, капитан решает использовать эту пару и их любовь в других целях. Светлана выбивает себе разрешение слетать в Берлин, чтобы помириться с мужем, а команда Нечаева пытается избавиться от улик, связанных с убийством Майерса. Штази тем временем тоже интересуется Эвансом, а КГБ ищет способ подобраться к Майерсу-старшему — замминистра, связанному с ФРГ. |
| 4       | 16 февраля 2024 | На съемках фильма происходит несчастный случай, и курьер, за которым гонится Нечаев, пропадает вместе с приманкой. Капитан выходит на Карла Майерса, чтобы добыть архив, но встречает решительный отпор. Общение «фотографа» Нечаева с Ингрид привлекает внимание Штази; сама артистка, оказывается, тоже хранит множество секретов. Отряд КГБ придумывает план, чтобы убедить Майерса помочь в поисках архива, а тем временем немецкие террористы готовят покушение на высокопоставленного чиновника.                                                             |
| 5       | 16 февраля 2024 | Нечаев и Майерс чудом выживают после покушения. Капитан понимает, что за взрывом стоят немецкие радикалы, которые не могли провернуть все это в одиночку. Жданов решает завербовать Хельгу, а затем использовать ее для обмена со Штази и освобождения Нечаева. Фосс, однако, ведет свою игру и пытается выведать местонахождение архива у бывшего главы министерства госбезопасности. Оставшись в Берлине под предлогом поисков мужа, Светлана выходит на Ингрид.                                                                                                 |
| 6       | 16 февраля 2024 | Жданов добивается визита к Нечаеву, а тем временем Фосс узнает о связи капитана с Ингрид и приходит в ярость. Света продолжает следить за берлинской танцовщицей, но план выходит из-под контроля. Нечаев внезапно сознается в убийстве Майерса. Его отправляют в больницу для следственного эксперимента, но капитан использует этот шанс в своих целях. Между тем Жданов пытается разобраться с похищением Светы и найти Нечаева — но агент нужен не только ему…                                                                                                 |
| 7       | 16 февраля 2024 | Нечаев оказывается на крючке у ЦРУ: американцы держат в плену Свету и требуют добыть для них архив Штази. Капитан хочет спрятаться и просит помощи у Ингрид, а тем временем глава берлинского штаба ЦРУ пытается выпытать у Светы секреты ее разработок для КГБ. Нечаев узнает правду о прошлом Ингрид и ее связи с Фоссом. КГБ понимает, что среди агентов завелся крот, сдавший капитана американцам. |
| 8       | 16 февраля 2024 | Жданов с помощью друзей Ингрид наконец добирается до Нечаева и пытается уговорить лучшего друга вернуться домой, а в это время агент ЦРУ не оставляет попыток расколоть Свету ради доступа к разработкам КГБ. Руди недоволен, что вынужден помогать Нечаеву, и ссора заканчивается аварией на мосту. Чтобы освободить Свету, Жданов обращается за помощью к Фоссу, а Нечаев встречается с Хельгой в расчете, что она даст ему наводку на архив Маркуса Вольфа. |
| 9       | 16 февраля 2024 | СНечаев и Ингрид добывают ключи от квартиры секретарши Майерса, а Чигирь помогает капитану добраться до данных на ее компьютере. Света не выдерживает давления ЦРУ и соглашается сотрудничать с американцами. Между тем Нечаев выходит на полковника, с которым был связан Майерс, и пытается добыть у него информацию об архиве Штази. ЦРУ снова выходит на капитана: он предлагает обменять архив на свободу Светы. |
| 10      | 16 февраля 2024 | Ингрид планирует побег за стену вместе с братом. Но страсти накаляются — Фосс нарушает условия сделки, Нечаев понимает, что Ингрид увела его ключевого свидетеля ради собственной свободы, а Жданов с командой в поисках полковника выходят на след террористов. Между тем ЦРУ угрожает Нечаеву смертью Светы, чтобы заставить его найти и отдать архив. |
| 11      | 16 февраля 2024 | Нечаев заручается поддержкой Фосса, чтобы спасти жену. Вернувшись в ФРГ, Ингрид встречается с отцом, но тот не рад ее видеть. Тем временем ЦРУ продолжает испытывать Свету — на этот раз «экспериментальными препаратами». Догадка майора оказывается верной, но раскрыть убежище американцев не так-то просто. В надежде сбежать от прошлого Ингрид прячется в западном Берлине. |
| 12      | 16 февраля 2024 | Свету удается спасти, но она впадает в кому. Тем временем Нечаев попадает под внутреннюю проверку из-за подозрений в шпионаже. Ингрид под давлением ЦРУ вынуждена вернуться в ГДР и выполнить последнюю миссию, а между тем Нечаев получает от Хельги наводку на Маркуса Вольфа. Константинов идет по следу крота, который ведет в Дрезден. |
| 13      | 16 февраля 2024 | Ингрид понимает, что Печиус обвел ее вокруг пальца. Нечаев встречается с Вольфом и пробует убедить его отдать архив, а в это время Константинов наконец выясняет правду о предателе в КГБ. В следствии по делу майора случается неожиданный поворот. Вольф планирует провернуть операцию с архивом через Нечаева. Тем временем команда майора раскрывает загадку часов. |
| 14      | 16 февраля 2024 | Нечаев с командой пробираются в архив Штази. Чужой среди своих подставляет друзей, но КГБ оказывается на шаг впереди. Майор придумывает план по спасению отца Светы, а тем временем Вольф решается передать свой архив Нечаеву вместе со скрытой в нем важной миссией. Теперь судьба Германии и всей Европы — в руках Нечаева. |

## Награды
В 2024 году сериал вошел в Книгу рекордов России в номинации «Показ предпремьеры сериала в наибольшем количестве кинотеатров в разных городах России